# Gorilla (мініальбом)
Gorilla — перший японський мініальбом південнокорейського бой-бенду Pentagon. Він був випущений 29 березня 2017 року компанією CUBE Entertainment. Альбом містить шість треків, які складаються з чотирьох японськомовних версій пісень із їхніх попередніх мініальбомів Pentagon і Five Senses (включаючи заголовний трек «Gorilla») і двох нових пісень.

## Список композицій
| Офіційний трек-лист | Офіційний трек-лист                                               | Офіційний трек-лист |
| #                   | Назва                                                             | Тривалість          |
| ------------------- | ----------------------------------------------------------------- | ------------------- |
| 1.                  | «Gorilla»                                                         | 3:05                |
| 2.                  | «Can You Feel It»                                                 | 3:18                |
| 3.                  | «Pretty Pretty»                                                   | 3:08                |
| 4.                  | «You Are (Jinho, Hui, Hongseok, Shin Won, Yeo One, Yan an, Kino)» | 3:41                |
| 5.                  | «Hikari (光)»                                                     | 3:48                |
| 6.                  | «Get Down»                                                        | 3:11                |
| 20:00               |                                                                   |                     |

## Чарти
| Чарт (2017)              | Найвища позиція |
| ------------------------ | --------------- |
| Japanese Albums (Oricon) | 5               |